# (500019) 2011 QW78
(500019) 2011 QW78 es un asteroide perteneciente al cinturón exterior de asteroides, descubierto el 23 de agosto de 2011 por el equipo del Pan-STARRS desde el Observatorio de Haleakala, Hawái, Estados Unidos.

## Designación y nombre
Designado provisionalmente como 2011 QW78.

## Características orbitales
2011 QW78 está situado a una distancia media del Sol de 3,200 ua, pudiendo alejarse hasta 3,534 ua y acercarse hasta 2,865 ua. Su excentricidad es 0,104 y la inclinación orbital 14,66 grados. Emplea 2090,96 días en completar una órbita alrededor del Sol.
Los próximos acercamientos a la órbita de Júpiter se producirán el 4 de enero de 2135, el 7 de abril de 2146 y el 2 de julio de 2157.

## Características físicas
La magnitud absoluta de 2011 QW78 es 16,2.